# Encyclia pollardiana
Encyclia pollardiana là một loài thực vật có hoa trong họ Lan. Loài này được (Withner) Dressler & G.E.Pollard mô tả khoa học đầu tiên năm 1971.